# Baie de Suisun

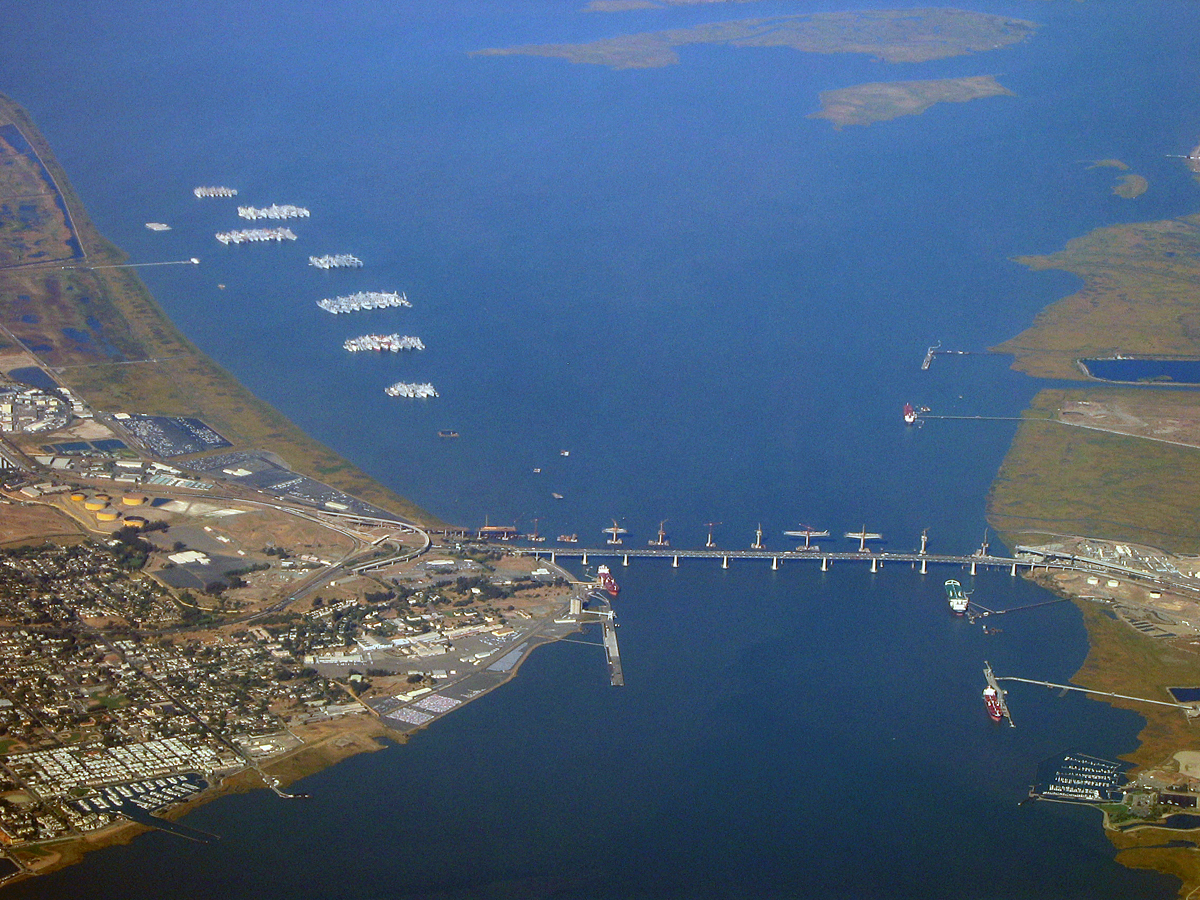
La baie de Suisun à l'arrière plan ; le pont Benicia-Martinez au premier plan

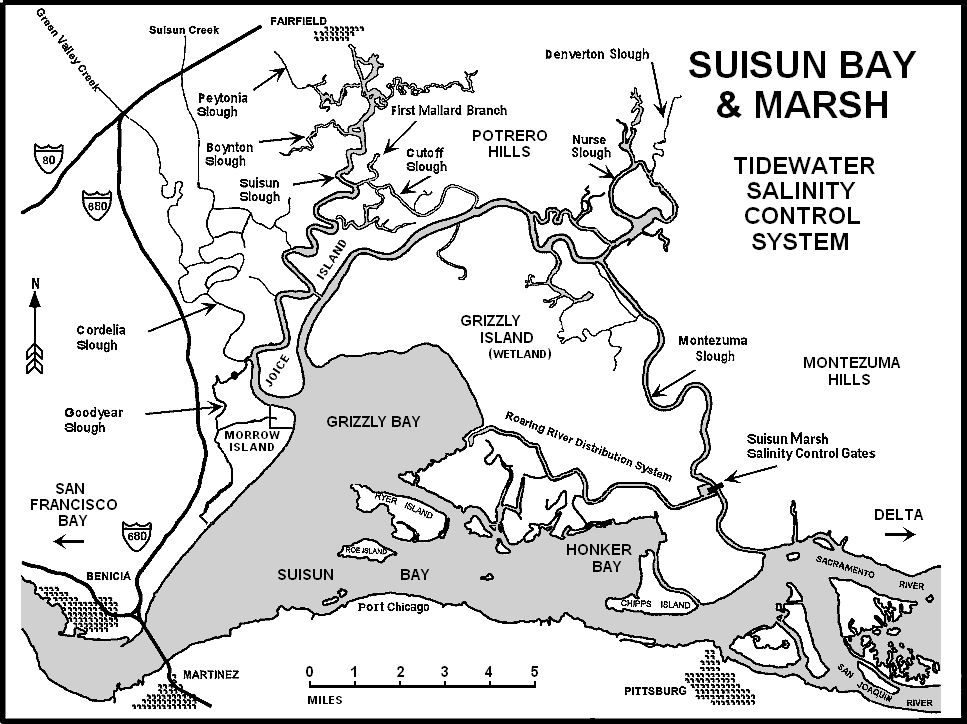
Carte de la baie de Suisun

La baie de Suisun (en anglais: Suisun Bay) est un estuaire peu profond situé en Californie centrale (États-Unis), au débouché du delta du Sacramento, un delta inversé formé par la double embouchure des fleuves Sacramento et San Joaquin.
À l'ouest, la baie s'écoule à travers le détroit de Carquinez, qui la relie à la baie de San Pablo, une extension de la baie de San Francisco vers le nord.
La baie est nommée en 1811, d'après les Suisunes, une tribu amérindienne de la région.
Suisun Marsh est un marais salant situé juste au nord de la baie et le plus grand marais de Californie.
La baie de Suisun est le plus important site de stockage des navires désactivés de l'US Navy (que les marins américains appellent facétieusement la Mothball Fleet (Littéralement l'escadre de la naphtaline), des navires en gardiennage de réserve, attendant soit la démolition , soit une hypothétique réactivation.
Emblématique de ce lieu, la Mothball fleet (visible en haut et à gauche de la photo) pose cependant certains problèmes d'ordre environnemental. Depuis 2017 les derniers navires de l'escadre de la naphtaline ont quitté le site pour les chantiers de démolition
C'est dans la baie de Suisun qu'eut lieu le 17 juillet 1944 la catastrophe de Port Chicago, explosion accidentelle de deux cargos de munitions.